# خايرو موريياس
خايرو موريياس (بالإسبانية: Jairo Morillas)‏ (2 يوليو 1993 في إسبانيا - ) هو لاعب كرة قدم إسباني في مركز الهجوم. شارك مع منتخب إسبانيا تحت 18 سنة لكرة القدم. أما مع النوادي، فقد لعب مع إسبانيول وإشبيلية أتلتيكو ونادي جيرونا وإسبانيول ب وSevilla FC C ‏.

## روابط خارجية
- خايرو موريياس على موقع رابطة كرة القدم اليابانية للمحترفين (اليابانية)
- خايرو موريياس على موقع قاعدة بيانات كرة القدم.إي يو (الإنجليزية)
- خايرو موريياس على موقع Soccerway.com (الإنجليزية)
- خايرو موريياس على موقع عالم كرة القدم.نت (الإنجليزية)
- خايرو موريياس على موقع AS.com (الإسبانية)